# Нейман, Карл Фридрих
Карл Фридрих Нейман (нем. Karl (auch: Carl) Friedrich Neumann; 1793—1870) — немецкий востоковед, историк и педагог. Член Прусской (Берлин-Бранденбургской) академии наук.

## Биография
Исаак Лазарь родился 28 декабря 1793 года в городе Шлюссельфельде в семье мелкого еврейского торговца. Образование получил сперва в еврейской школе, затем, сменив имя на Карл Фридрих Нейман, продолжил учёбу в Гейдельбергском, Мюнхенском и Геттингенском университетах. 
В 1829 году К. Ф. Нейман стал членом Прусской академии наук.
Изучал армянский язык у мхитаристов в Венеции, а китайский язык и литературу в Лондоне, в 1830 году посетил Китай, откуда привёз ценную китайскую библиотеку из 12000 тт., которую затем уступил баварскому правительству, став при этом хранителем этой библиотеки и профессором китайского языка в Мюнхенском университете.
Нейман принимал деятельное участие в революции 1847—1848 гг., был членом баварского временного парламента, но в 1852 году был отстранён за политическую деятельность со своего поста.
В 1853 году Карл Фридрих Нейман поселился в Берлине, где и прожил до самой смерти; умер 17 марта 1870 года и был похоронен на Старом южном кладбище города Мюнхена.
Нейман оставил после себя множество научных трудов по армянской и китайской литературе. На русский язык (ещё при жизни Неймана) была переведена его работа «История американских Соединенных Штатов» (том I, Санкт-Петербург, 1864).